# 亀岡市コミュニティバス

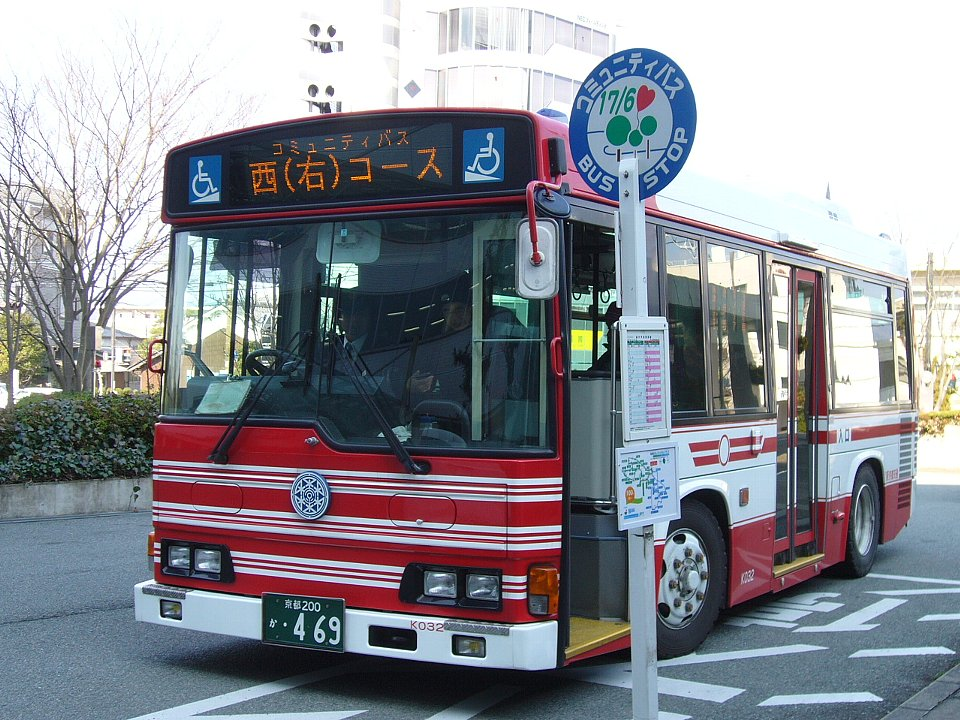
西コース 市役所前にて（2007年2月）

亀岡市コミュニティバス（かめおかしコミュニティバス）は、京都府亀岡市が運営するコミュニティバスである。現在は亀岡地区コミュニティバスに改称されている。2002年12月、運行開始。京阪京都交通に運行を委託しており、京阪京都交通亀岡営業所が担当する。

## 沿革
- 2002年（平成14年）12月19日 - 運行開始[1]。2年間を実証実験運行期間とした[3]。
- 2003年（平成15年）7月1日 - 東西コース連絡運行開始[4]。
- 2004年（平成16年）2月1日 - 西左回りコース新設[3]。
- 2005年（平成17年）7月1日 - 旧京都交通は京阪京都交通に営業譲渡。
- 2016年（平成28年）2月24日 - 篠地区での試験運行を開始。

### 運賃・ダイヤ
- 150円均一の運賃、小学生以下は80円となる。回数券の設定もある。
- 運転間隔は約40分 - 1時間40分となっている。
- スルッとKANSAI、PiTaPa、京阪グループ共通バスカードが使用可能である。

## 路線

### 亀岡地区
亀岡地区のルートは東コース・西左回りコース・西右回りコースがある。データイムは両コース間で連続運行を行っており、乗車中にコースを跨いでも1回分の運賃で利用することができる。
- 東コース

JR亀岡駅南口 - イオン亀岡店南 - ムツミ病院前 - 萩山神社 - グリーンタウン - 美山台一丁目 - 霧ニ公園前 - 美山台一丁目 - イオン亀岡店北 - JR亀岡駅南口
- 西コース

JR亀岡駅南口 - 馬場通南 - 亀岡市役所 - ガレリアかめおか - 緑橋 - JR亀岡駅南口

### 篠地区
篠地区のルートは、全区間を運用する便の他に朝夕時間帯運行の区間便がある。
- 通常便

JR亀岡駅南口 - 馬堀駅前 - 亀岡市立病院前 - 馬堀駅前 - 見晴三丁目 - 夕日ヶ丘 - 牧田 - アルプラザ前
- 区間便

馬堀駅前 - 見晴三丁目 - 夕日ヶ丘 - 牧田 - アルプラザ前

## 車両
亀岡市コミュニティバスの路線は住宅街などの狭い道路を通ることが多いため、全ての路線で中型短尺ノンステップバスを採用している。